# Cyrtandra hirta
Cyrtandra hirta är en tvåhjärtbladig växtart som beskrevs av Rudolf Schlechter. Cyrtandra hirta ingår i släktet Cyrtandra och familjen Gesneriaceae. Inga underarter finns listade i Catalogue of Life.